# Ettore Schinelli
Ettore Schinelli   (Carbonara al Ticino, 31 d'octubre de 1878 - Novara, 17 de novembre de 1943) fou un organista i compositor italià.
Germà del musicòleg i compositor Achille, des de la infància restà dedicat a l'estudi del piano i l'orgue. Aconseguí la graduació en el Conservatori de Parma. De 1905 a 1909 fou director de la banda de Castellamonte.
S'instal·là a Mortara per ocupar el lloc de director de la Societat orquestra mortarense (avui Escola Cívica de Música). El 1920, per voluntat del rector, Luigi Dughera, fou nomenat organista de la Basílica de Sant Llorenç de Mortara, una posició que ocupà fins al 1940. Durant el temps que va romandre a Mortara, va escriure nombroses composicions sacres, l'execució de les quals fou encomanada a la Schola Cantorum Santa Cecilia (avui Coral Laurentiana), voluntat el 1920 del rector Dughera.
El 1925 va compondre dos himnes per la vila de Mortara, seu del Segon Congres Eucarístic diocesà: A Mortara (Himne Oficial del Congres) i Inno a Santa Veneranda amb motiu de les celebracions del centenari i la recomposició de les relíquies de la santa patrona de la vila en una nova urna. El text dels dos himnes és del sacerdot Francesco Lora, prevere de Boscomarengo.
Pels anys 1930, dedicà himnes a les Germanes Missioneres de la Inmaculada Reina de la Pau i al seu fundador, el Beat Francesco Pianzola.
Junt amb el seu germà Achille, escriví algunes composicions per a petita orquestra i algunes operetes. Així mateix se'l pot trobar com l'autor de música lleugera, sota el pseudònim d'Hector Silvery.
El 1939 la firma Mascioni de Cuvio fou encarregada pel rector Dughera per a la realització del nou orgue de la basílica, que substituí el vell orgue Vitani venut a l'església de Sant Pere d'Asti, després dels radicals treballs de restauració del temple. El juny de l'any següent, el mestre Schinelli posà a prova el nou instrument (obra 523 de la fàbrica d'orgues Mascioni) amb un concert, al que hi assistiren el propietari Vincenzo Mascioni i moltes personalitats de la música. El 1940 abandonà el lloc d'organista de la Basílica i es traslladà a Milà, on fou professor en Institut Pontifici Ambrosià de Música Sacra, i ocupà el càrrec d'organista de l'església de Sant Francesc de Paula de Milà.
El 1943, ja pateix una malaltia, fou enviat a Mortara com a resultat del bombardeig de Milà: en aquesta ciutat va poder tornar a tocar l'orgue Mascioni, duran la visita pastoral de Monsenyor Giovanni Bargiggia, bisbe de Vigevano.
Va morir aquest mateix any a l'Ospedale Maggiore de Novara; durant el seu funeral, la Schola Santa Cecilia, que havia dirigit durant vint anys, li oferí una commovedora actuació musical. Està soterrat en una capella subterrània del cementiri de Mortara, al costat de la seva esposa Mary Celada.

## Composiciones sacres
- O Vergine Purissima[1]
- Veni Sponsa Christi[2]
- A Mortara[3]
- Inno a Santa Veneranda[3]
- Vittoria![2]
- Inno processionale[2]
- Immacolata, giaculatorie Pro Pacis[2]
- Immacolata Regina Pacis[2]
- Natale! Natale![2]
- Venite gentes[2]
- Ave Maria[2]
- Angiol di Dio[3]
- Tantum ergo Sacramentum[1]
- Pange Lingua, dedicat a Francesco Pavesi[2]
- Inno alla Beata Vergine della Bozzola[2]

## Altres composicions
- Ai forti, marcia militare, per banda
- Un saluto a Mortara, per banda[4]
- Corteggio d'eroi[5]
- Se mi tocchi, Fox-trot canzone [5]
- Tutto o niente!, valzer [6]
- Viva le Donne, Fox-trot [7]
- Yvelise : hèsitation[8]

## Treballs realitzats amb el seu germà Achille
- Maryland, Valse Love Song[5]
- Florette, Paso Doble[9]
- 11 febbraio: inno della giovinezza d'Italia per la nuova festa nazionale[10]
- Apri l'occhio, fox trot [5]
- Gosto, mani a posto, one step[5]
- Azor, fox blues[5]
- Casta diva, Serenata sentimentale[5]
- Pall mall, Fox trot[5]
- Su, stringimi,... così!, fox-trot a la charleston[5]
- Sweetness, Love song [5]
- Il sole del Brasil, fox trot [11]
- Una stanzetta... due giovani... un fotografo non visto, fox-trot[5]
- Yes... Yes...!, International-Fox-trot[5]
- Chi sa, chi sa ..., fox-trot [7]
- Dory dorée, fox-trot[5]
- Esmeralda, Entr'acte [5]
- Gloriana, Fox-trot[5]
- Ireos, valzer sentimentale [5]
- Le voci della jungla, Impressioni [5]
- Noblesse, slow-Fox [5]
- Ombre sul Nilo, Impressioni [5]
- Val d'or, Slow[5]
- Bice, one-step[7]
- Estella, tango melanconico[5]
- Torna, Mariù...[8]
- La Santa notte: Rappresentazione sacra in tre atti per il tempo natalizio.[12]
- La piccola cioccolataia
- La zia di Carlo
- Majong
- Chouquette e il suo asso: Operetta in tre atti, divina fiamma. Fox-trot[13]

### Per a orquestra i piano, sota el pseudònim d'Hector Silvery[5]
- Alice, love song-intermezzo, 1929
- Il Fox di micina, slow fox-blues, 1928
- My fair, fox trot, 1929
- Nives, fox-trot , 1929
- Odilla, paso doble , 1930
- Roulette, zapeteado español, 1929
- Silverya, Medley ouverture, 1929